# Toxorhina (Toxorhina) sparsiseta
Toxorhina (Toxorhina) sparsiseta is een tweevleugelige uit de familie steltmuggen (Limoniidae). De soort komt voor in het Oriëntaals gebied.